# Dritte Kleinbürgerstraße (Liebe zu dritt)
Dritte Kleinbürgerstraße (Liebe zu dritt), auch bekannt unter den Titeln Bett und Sofa sowie Liebe zu dritt, ist ein sowjetischer Stummfilm in Gestalt einer sozialkritischen Tragikomödie aus dem Jahre 1927. Regie führte Abram Room.

## Handlung
Der junge Arbeiter Wolodja ist aus der russischen Provinz nach Moskau gereist, um hier Arbeit zu finden. Da er keine feste Bleibe in Form einer eigenen Wohnung findet, übernachtet er kurzerhand bei seinem alten Kriegskameraden Kolja auf dem Sofa. Dessen Ehefrau Ljuda gefällt der neue Untermieter sehr, ist er doch ausgesprochen rücksichtsvoll und höflich. Bald entspinnen sich zarte Bande zwischen der Gattin und dem Hausfreund. Als Kolja dies bemerkt, verlässt er deprimiert die Wohnung und sucht sich nun seinerseits eine neue Bleibe, hat damit aber genauso wenig Erfolg wie einst Wolodja. Notgedrungen kehrt er in die eigene Wohnung zurück, wo es sich mittlerweile Ljuda und Wolodja im Ehebett gemütlich gemacht haben.
Zähneknirschend muss sich nun Kolja mit dem Sofa, das eigentlich für den Gast reserviert war, begnügen. Sobald Wolodja aber de facto die Rolle von Ljudas neuem „Ehemann“ eingenommen hat, verhält er sich auch dementsprechend: Er nimmt alles für selbstverständlich hin und bemüht sich nicht länger um Ljuda. Die aber hat keinen Partnerwechsel vorgenommen, um sich einen neuen Pascha heranzuzüchten und wirft kurzerhand Wolodja wieder aus dem Bett. Inzwischen schwanger geworden, bestreiten beide Männer, der Vater des Ungeborenen zu sein. Als man sie zu einem Schwangerschaftsabbruch zu überreden versucht, hat Ljuda endgültig die Nase voll und verlässt beide Typen mitsamt der Wohnung.

## Produktionsnotizen
Bett und Sofa wurde am 15. März 1927 in der UdSSR uraufgeführt. In Deutschland lief der Film im September desselben Jahres an. Hier wie auch im anderen Ausland war der Film ein großer Publikumserfolg, nachdem er wegen allzu lockerer Sozialmoral in mehreren westlichen Staaten heftige Diskussionen hervorgerufen und zeitweise sogar auf dem Index gestanden hatte. Am 21. Oktober 1967 war Bett und Sofa unter dem neuen Titel Dritte Kleinbürgerstraße (Liebe zu dritt) auch erstmals im deutschen Fernsehen zu sehen.

## Kritiken
Die nationale wie internationale Kritik reagierte zum Teil sehr heftig auf diesen Film. Nachfolgend einige Beispiele:
Das Presseorgan der sowjetischen Gewerkschaften, Trud, attackierte den Film in seiner Ausgabe vom 24. März 1927 massiv. Man habe einfach aus den bourgeoisen französischen Filmen jener Zeit das als verwerflich gescholtene Prinzip der „Ehe zu dritt“ übernommen und damit bewiesen, wie wenig die Filmemacher den sowjetischen Menschen kennen würden. „Solch ein Leben, wie es Room schildert, ist eine reine Illusion, eine Erfindung. Es ist einfach ein Kunststückchen, das der Filmkunst untergeschoben wurde“.

„Der Film erzählt seine Geschichte in einer Mischung aus Ernsthaftigkeit und Ironie, nimmt aber eindeutig Stellung gegen Theorien  von der „freien Liebe“, die damals in der UdSSR vertreten wurde, und gegen die Überheblichkeit der Männer. Dabei beweist Room einen scharfen Blick für die Details des täglichen Lebens. So entstand hier ein unprätentiöses, überzeugendes Bild vom sowjetischen Alltag.“

„Rooms Absicht war es, gegen die bürgerlichen Kriterien der Moral zu polemisieren und gegen die Auffassung der Männer anzugehen, die Frau sei lediglich ein Objekt der sexuellen Interessen. In seiner anklägerischen Leidenschaft gebrauchte Room brutale, unästhetische Ausdrucksmittel, um von den Hauptgestalten und ihrem Milieu ein häßliches, oft sogar abstoßendes Bild zu zeichnen. Kritik und Publikum reagierten auf diese Intentionen des Regisseurs sehr heftig.“

Paul Rotha befand, der Film sei „ein unvergleichliches Beispiel für eine rein psychologische, intime und zugleich filmische Darstellung von menschlichen Charakteren“.
Im Lexikon des Internationalen Films hieß es anlässlich der Fernsehausstrahlung im Dritten Programm des WDR: „In der Charakterzeichnung überzeugende und im Blick auf den Moskauer Alltag der 20er Jahre aufschlußreiche Dreiecksgeschichte, die auch gesellschaftliche Probleme wie die Wohnungsnot nicht ausspart.“